# Cancionero de Montecassino
El Cancionero de Montecassino (Montecassino, Biblioteca dell'Abbazia, 871) o Cancionero Musical de Montecassino (CMM) es un manuscrito napolitano que contiene música del periodo renacentista de la segunda mitad del siglo XV.

## El manuscrito
El manuscrito consta de varios fascículos que originalmente se encontraban separados y fueron encuadernados juntos a finales del siglo XVII. Mide 276 x 206 mm. y se compone de 228 folios, de los que 123 son de pergamino y 95 de papel. Al menos 70 folios se han perdido y algunos están encuadernados en orden incorrecto. La música está contenida en los folios de papel (pag. 247-436), que datan del siglo XV, mientras que los de pergamino, del siglo XIII y XIV, contienen diversos escritos de tema religioso, como libros de mártires, reglas de la Orden Benedictina, etc.
El repertorio musical se asocia generalmente con la corte aragonesa en Nápoles y se considera que proviene de un ambiente monástico. El copista principal del códice fue probablemente un monje del monasterio de San Michele Arcangelo de Planciano, en Gaeta o bien del monasterio benedictino de los santos Severino y Sossio en Nápoles. Los fragmentos sin texto de las páginas 323, 424 y 432 se deben a un escriba diferente. Según consta en una inscripción en la página 247, durante el siglo XVI el manuscrito estuvo custodiado en el monasterio de los santos Severino y Sossio, y fue llevado posteriormente, probablemente durante el siglo XVI o XVII, al monasterio principal de la orden benedictina, en Montecassino, lugar donde se guarda actualmente.

## Las obras
El manuscrito consta de 144 obras, si bien dos de ellas están duplicadas, por lo que en realidad tiene 142. Además, 46 obras que aparecen en el índice se han perdido. Entre los compositores representados en el cancionero, podemos destacar a Loyset Compère, Philippe Caron, Hayne van Ghiseghem, Juan Cornago, Pere Oriola, Johannes Ockeghem, Guillaume Dufay, etc.
Las obras se pueden clasificar de la siguiente manera:
- 70 Obras religiosas
  - 1 fragmento de Sanctus
  - 1 sección de misa del Ordinario
  - 3 Magníficats
  - 6 salmos
  - 35 himnos
  - 2 lamentaciones
  - 15 motetes
  - 4 laude
  - 3 motete-canciones
- 72 Obras profanas
  - 32 piezas profanas francesas
  - 26 piezas profanas italianas
  - 8 piezas profanas españolas
  - 1 pieza profana en latín
  - 5 piezas sin texto o fragmentos

## Discografía
- 1983 - Viva rey Ferrando. Renaissance music in Naples (1442-1556). Hespèrion XX. Jordi Savall. Astrée Auvidis.
- 1998 - El Cancionero de Montecassino. Alfons V El Magnànim. La Capella Reial de Catalunya. Jordi Savall. Alia Vox AV 9816.
- 1998 - Alfons el Magnànim. Música profana de la Cort Aragonesa en Nàpoles. Capella de Ministrers. Carles Magraner. Auvidis Ibèrica (Naïve) AVI 8022.
- 2000 - O tempo bono. Music at the Aragonese Court of Naples. Florilegio Ensemble. Marcello Serafini. Symphonia 00180.
- 2001 - Napoli Aragonese. Ensemble Micrologus. Opus 111.
- 2004 - Isabel I, Reina de Castilla. Luces y Sombras en el tiempo de la primera gran Reina del Renacimiento 1451-1504. La Capella Reial de Catalunya y Hespèrion XXI. Jordi Savall. Alia Vox AV 9838.